# Vuurtoren van Goury
De vuurtoren van Goury (ook vuurtoren van La Hague) is een vuurtoren gebouwd op een klein eiland (Gros du Raz) op 800 meter voor de Cap de la Hague op het meest noordelijke punt van Normandië. De vuurtoren werd gebouwd tussen 1834 en 1837 om het scheepvaartverkeer op de gevaarlijke Raz Blanchard, bekend om haar sterke zeestromen, te beschermen.
In 2009 werd de toren geclassificeerd als monument historique.